# Jesús Antonio Figueroa
Jesús Figueroa (San Luis, Colombia, 13 de febrero de 1996) es un futbolista colombiano. Juega como defensa y actualmente milita en el Deportivo Pasto de la Categoría Primera A de Colombia.

## Clubes
| Club                     | País     | Temporadas      |
| ------------------------ | -------- | --------------- |
| Universitario de Popayán | Colombia | 2013 - 2016     |
| Deportes Quindío         | Colombia | 2017 - 2022     |
| Deportivo Pasto          | Colombia | 2023 - Presente |

## Estadísticas
| Club                                | Div                 | Temporada           | Liga  | Liga  | Copa Nacional | Copa Nacional | Copa Internacional | Copa Internacional | Total | Total |
| Club                                | Div                 | Temporada           | Part. | Goles | Part.         | Goles         | Part.              | Goles              | Part. | Goles |
| ----------------------------------- | ------------------- | ------------------- | ----- | ----- | ------------- | ------------- | ------------------ | ------------------ | ----- | ----- |
| Universitario de Popayán · Colombia | 2ª                  | 2013                | 8     | 0     | 4             | 0             | -                  | -                  | 12    | 0     |
| Universitario de Popayán · Colombia | 2ª                  | 2014                | 14    | 1     | 7             | 0             | -                  | -                  | 21    | 1     |
| Universitario de Popayán · Colombia | 2ª                  | 2015                | 19    | 1     | 3             | 0             | -                  | -                  | 22    | 1     |
| Universitario de Popayán · Colombia | 2ª                  | 2016                | 35    | 5     | 2             | 0             | -                  | -                  | 37    | 5     |
| Universitario de Popayán · Colombia | Total               | Total               | 76    | 7     | 16            | 0             | -                  | -                  | 92    | 7     |
| Deportes Quindío · Colombia         | 2ª                  | 2017                | 22    | 2     | 2             | 0             | -                  | -                  | 24    | 2     |
| Deportes Quindío · Colombia         | 2ª                  | 2018                | 26    | 5     | 6             | 1             | -                  | -                  | 32    | 6     |
| Deportes Quindío · Colombia         | 2ª                  | 2019                | 29    | 1     | 1             | 0             | -                  | -                  | 30    | 1     |
| Deportes Quindío · Colombia         | 2ª                  | 2020                | 0     | 0     | 0             | 0             | -                  | -                  | 0     | 0     |
| Deportes Quindío · Colombia         | Total               | Total               | 77    | 8     | 9             | 1             | -                  | -                  | 86    | 9     |
| Total en su carrera                 | Total en su carrera | Total en su carrera | 77    | 8     | 9             | 1             | -                  | -                  | 86    | 9     |